# Ricklinger Kiesteiche

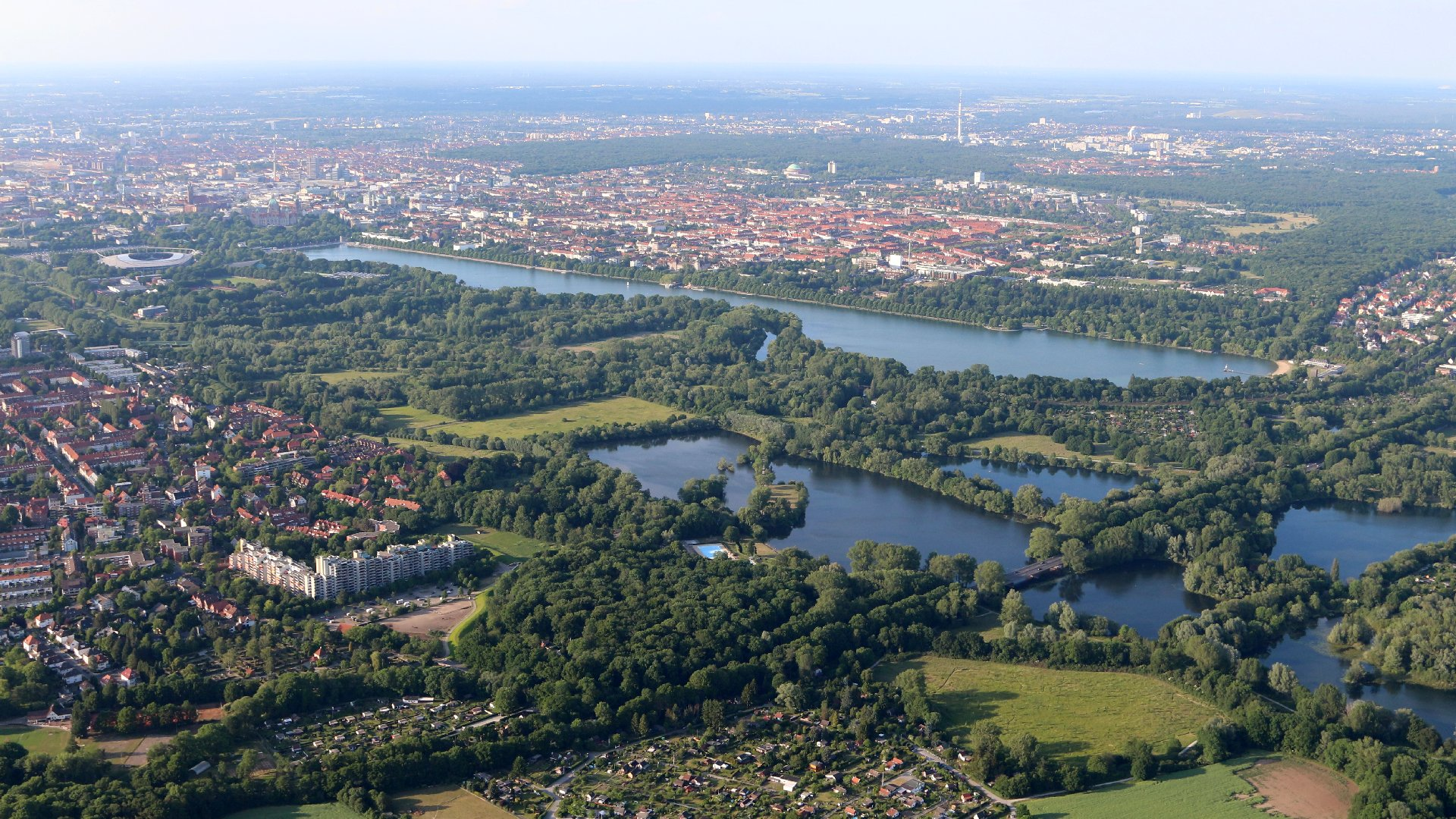
Ein Teil der Ricklinger Kiesteiche mit dem Maschsee im Hintergrund

Die Ricklinger Kiesteiche sind eine Gruppe aneinander angrenzender Teiche (Baggerseen) im südlichen Stadtgebiet von Hannover. Sie liegen in den hannoverschen Stadtteilen Döhren, Ricklingen und Wülfel sowie in der benachbarten Stadt Hemmingen im Überschwemmungsgebiet des Flusses Leine. Sie sind als Naherholungsgebiet für die Stadt Hannover von großer Bedeutung.

## Lage und Beschreibung

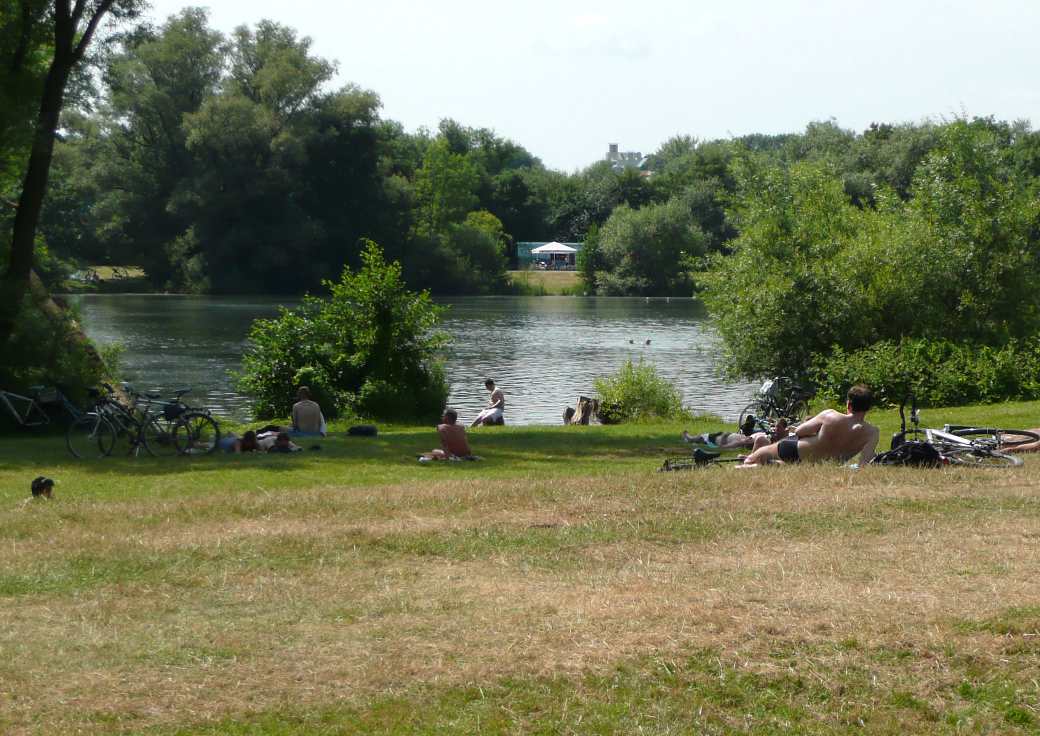
Liegewiese am Dreiecksteich

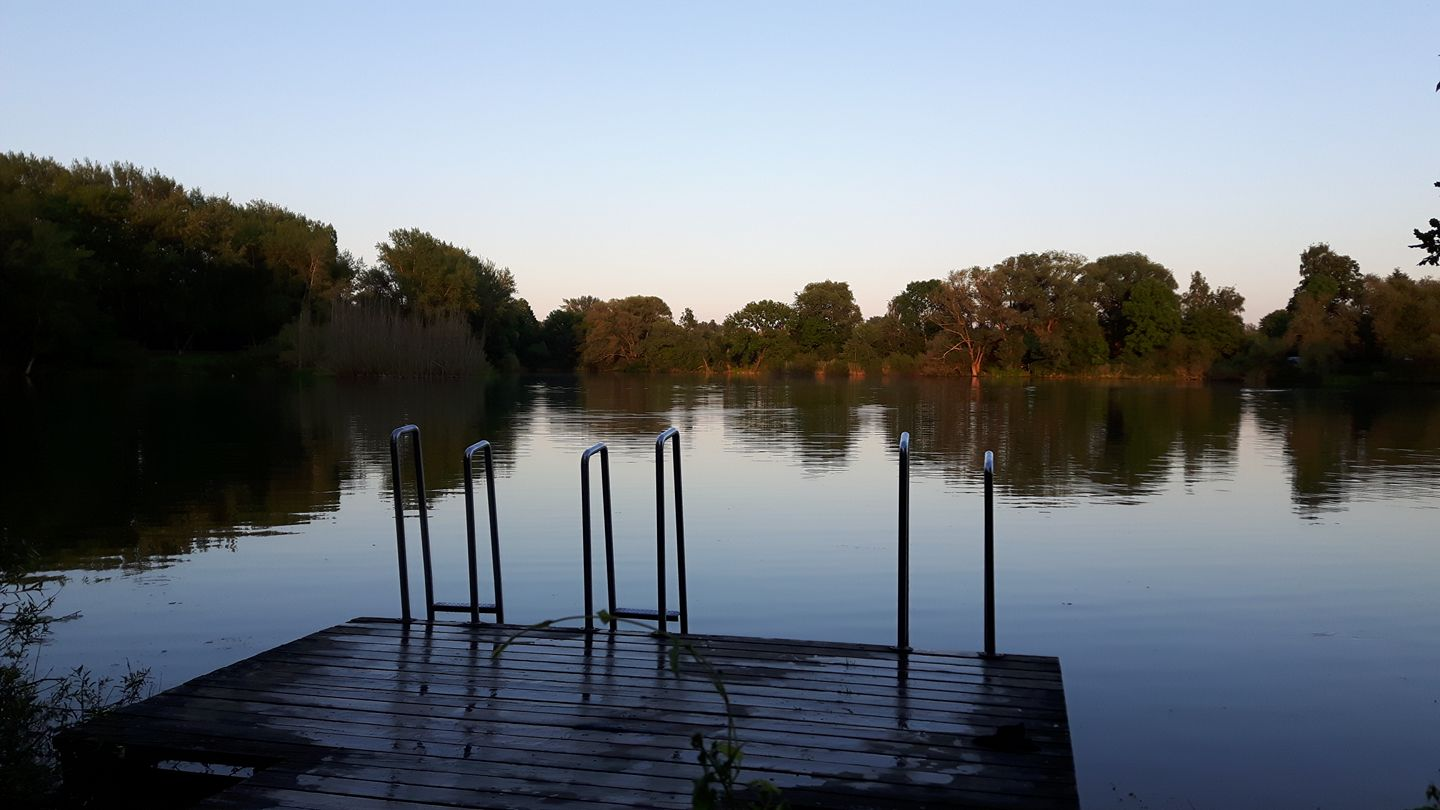
Badesteg am 7-Meter-Teich

Landschaftlich gehören sie zur südlichen Leineaue, die in nördlicher Richtung etwa einen Kilometer jenseits der Kiesteiche in Innenstadtnähe endet. Der Bereich um die Kiesteiche wird auch als Döhrener Masch bezeichnet. Der gesamte Bereich ist Teil des Landschaftsschutzgebietes Obere Leine, ungeschützte Bereiche stellen lediglich das Ricklinger Aegir-Freibad sowie einige Kleingartenanlagen südöstlich der drei offiziellen Badegewässer dar.
Die Ricklinger Kiesteiche entstanden durch Kiesabbau in der ersten, im südlichen Teil auch verstärkt in der zweiten Hälfte des 20. Jahrhunderts. Ihr Landschaftsbild ist durch weitläufige sie umgebende Wiesen mit von Weidengehölzen dominiertem Baumbestand geprägt. Diese Baggerseen sind also keine zur Fischzucht mit Zulauf und vollständigem Ablauf angelegten Teiche, aber zumindest teilweise bestehen Verbindungen durch einen kleinen Wasserlauf oder einen kleinen Kanal und sie werden zum Angeln genutzt.
Sie werden im Sommer in der Spitze von mehr als 10.000 Badegästen pro Tag besucht. Ganzjährig werden sie von Anglern genutzt, das weite Wiesengelände um die Kiesteiche herum vor allem auch von Modelldrachen- und Modellflugzeugfreunden. Darüber hinaus nutzen zahlreiche Jogger, Spaziergänger und Fahrradwanderer das Gelände. An jedem Sommerabend finden diverse private (Grill-)Partys vor allem in der Nähe des Dreiecksteichs statt.

## Teiche
Drei der Teiche gelten als Ricklinger Kiesteiche im engeren Sinne. Sie sind als Badegewässer offiziell freigegeben:
- 5,5 ha großer Teil vom Ricklinger Teich. Diese offizielle Badegewässerfläche liegt zwischen dem Südschnellweg im Süden und der großen, vom Fischereiverein Hannover genutzten Ricklinger Halbinsel nordöstlich des Aegir-Bades. Dieses Badegewässer hat auch einen Anteil am Ricklinger Aegir-Freibad sowie Badestellen am Ostufer nordöstlich des Südschnellweges.[2] Der gesamte Ricklinger Teich, der auch Großer Ricklinger Teich oder einfach Großer Teich genannt wird, hat eine Wasserfläche von 20,5 ha. Der Wasserlauf Seniebach durchfließt von Süden den Großen Hemminger Teich und den Großen Ricklinger Teich und mündet im Norden in die östlich des Ricklinger Teiches fließende Ihme. Der Osterbrückenweg trennt die beiden Teiche und überbrückt den sie verbindenden Seniebach und verläuft geradezu auf Hannovers Stadtgebiet.
- 6 ha großer Sieben-Meter-Teich, an dem Nacktbaden erwünscht ist[3] und der fast ausschließlich von FKK-Badegästen besucht wird. Dieser Teich hat als einziger einen befestigten Steg mit Leitern zum Einstieg von Schwimmern. Zum Sichtschutz ist der am Nordufer gelegene eigentliche FKK-Bereich ringsum mit dichten Bäumen und Sträuchern umwachsen. Am Ostufer gibt es mehrere Einstiegsmöglichkeiten ohne Sandaufschüttung.[4] Angeblich soll der Sieben-Meter-Teich früher an der tiefsten Stelle genau sieben Meter tief gewesen sein. Gruppen von Ganzjahresschwimmern nutzen durchgehend bei jeder Luft- und Wassertemperatur wegen des relativ komfortablen Stegs den Sieben-Meter-Teich. Im Unterschied zu den beiden anderen Badegewässern liegt er nicht in Ricklingen, sondern in Döhren, die Stadtteilgrenze verläuft nahe seinem Westufer.
- 4,5 ha großer, wegen seiner Form so genannter Dreiecksteich, der die größte Zahl an Badegästen anzieht und von einem sehr weitläufigen Wiesengelände umgeben ist. Die eigentliche Badestelle liegt im Süden des Sees und hat keine Sandaufschüttung. Weitere solche Einstiegsmöglichkeiten gibt es rund um den See.[5]

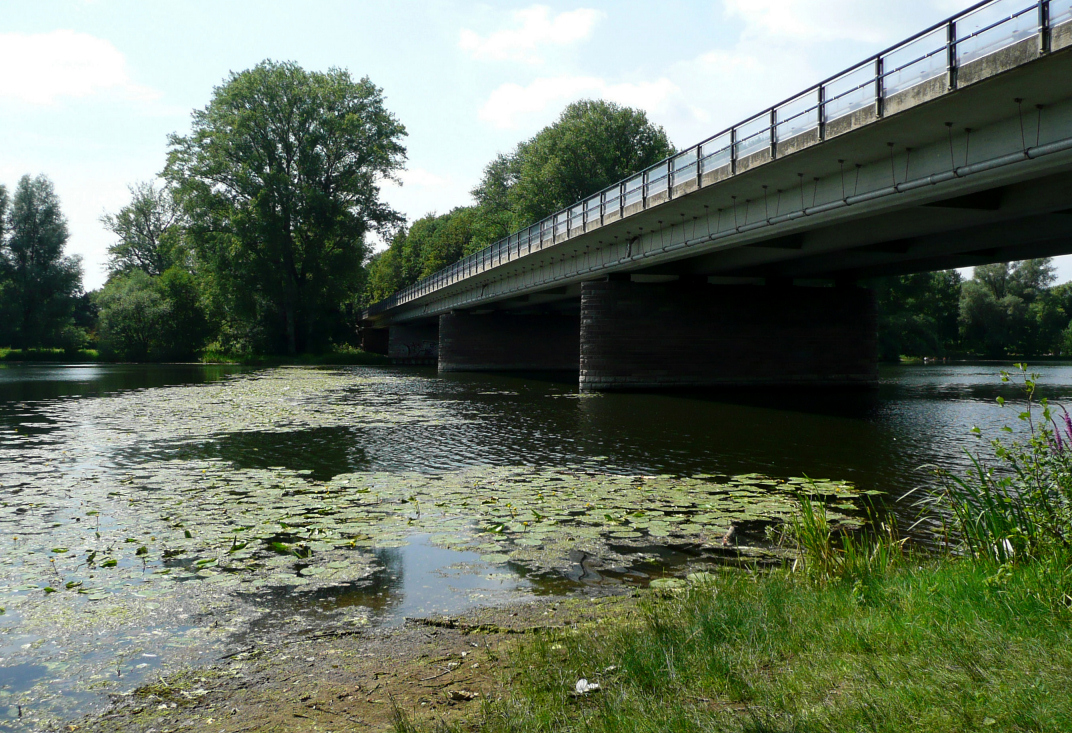
Brücke des Südschnellwegs über den Ricklinger Teich

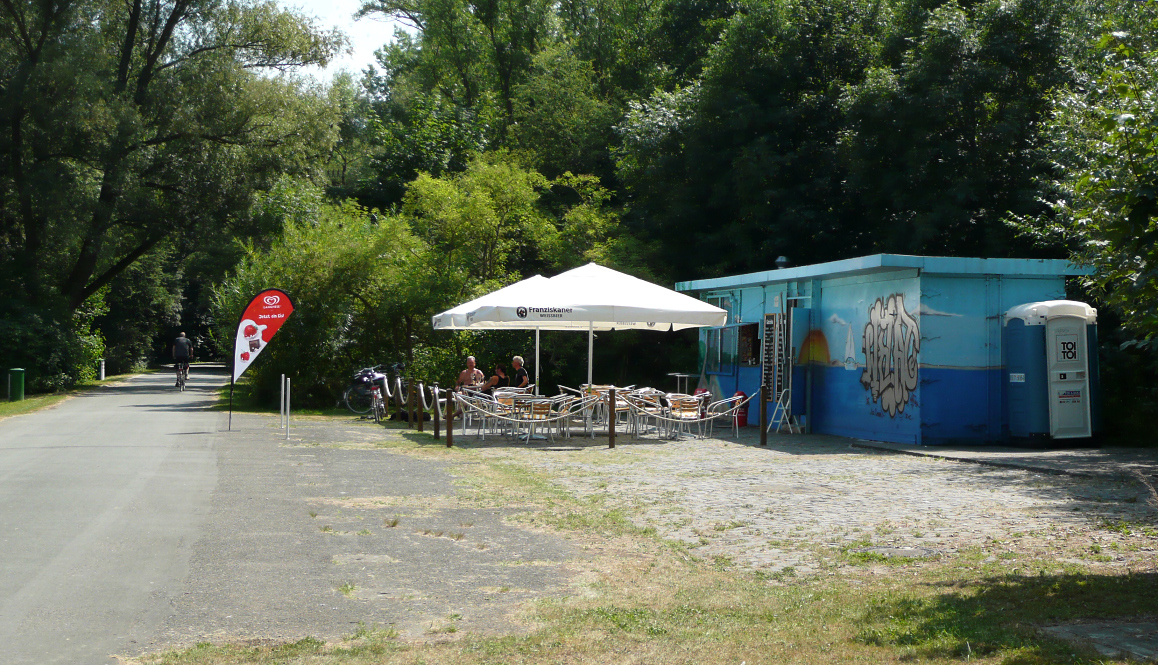
Imbiss-Häuschen zwischen Dreiecksteich und Ricklinger Teich

Der Südschnellweg, der die Bundesstraßen B 3, B 6 und B 65 vereint, führt als Hochstraße über die Kiesteiche und die Leine und sorgt vor allem am Sieben-Meter-Teich für eine erhebliche Lärmbelästigung. Optisch wird er streckenweise durch einen durchgängigen Baumbewuchs kaschiert. Weiterhin macht sich an den Kiesteichen noch heute die Tatsache störend bemerkbar, dass bei ihrer Anlage große Mengen von Bauschutt in die Teiche gekippt wurden, der noch heute durch teils scharfe Kanten Hindernisse beim Einstieg an den Ufern darstellt und häufig zu Fußverletzungen führt. Alle Badestellen sind das ganze Jahr über frei zugänglich und unbewacht, was dazu beiträgt, dass beinahe jede Saison Badeunfälle tödlich enden, oft in Zusammenhang mit Alkoholkonsum. Am Ufer zwischen Dreiecksteich und Ricklinger Teich steht ein größeres Imbiss-Häuschen mit Sanitäranlagen, am Sieben-Meter-Teich stehen einzelne Chemie-Toilettenhäuschen und bei gutem Wetter mobile Imbissverkäufer.
Die Fischerei an den drei Teichen, den Fließgewässern in diesem Bereich und einigen der weiteren Teiche ist an den Fischereiverein Hannover verpachtet, der dort angelt sowie Hege und Pflege vornimmt.

## Weitere Teiche
Die meisten der übrigen Teiche, die sich entlang der Leine bis in das südliche Umland Hannovers im Bereich der Stadt Hemmingen erstrecken, sind der ruhigen Erholung vorbehalten und dienen zahlreichen Tier- und Pflanzenarten als Rückzugsbereich, darunter vielen Wasservögeln. Einige Bereiche sind jedoch in Privatbesitz von Angel- und Kleingärtnervereinen und der Öffentlichkeit nur eingeschränkt oder gar nicht zugänglich, andere werden sporadisch von Badegästen genutzt. In unmittelbarer Nähe westlich des Großen Hemminger Teiches beherbergt ein Teich mit 4 Hektar Wasserfläche das Strandbad Hemmingen, östlich kaum weiter entfernt liegt in Hannovers Stadtteil Döhren der 13 Hektar große Große Döhrener Teich und ein weitaus kleinerer Teich. Weiter südlich im Stadtteil Wülfel liegen der durch Halbinseln und Inseln stark strukturierte Große Wülfeler und Detmarscher Teich und östlich der Leine weitere kleine Teiche. Westlich des Großen Wülfeler und Detmarscher Teiches schließt sich, an dem Uferbereich eines ähnlich großen Teiches, der ursprüngliche Hemminger Ortskern an. Die genannten großen Teiche haben Wasserflächen von über neun, aber unter zwanzig Hektar und weisen unregelmäßige Umrisse auf.
Die südlich angrenzenden Teiche erstrecken sich vor allem um das zur Stadt Hemmingen gehörende Dorf Wilkenburg herum und werden daher auch Wilkenburger Teiche genannt. In diesem Bereich gibt es sechs Teiche mit Wasserflächen zwischen 9 und 16 Hektar und weitere kleine Teiche. Der östlichste der Wilkenburger Teiche, der Steinfeldsee sowie einige (kleinere) Laatzener Teiche sind Teil des – ins Landschaftsschutzgebiet Obere Leine eingebetteten – Naturschutzgebietes Leineaue zwischen Hannover und Ruthe, das zwischen Leine und Wilkenburg beginnt und sich nach Südosten hinstreckt. Etwa einen Kilometer südlich Wilkenburgs, kurz vor dem Dorf Harkenbleck, endet die nahezu durchgängige Kette der Teiche mit der 60 Hektar großen Teichanlage (Wasserfläche 46 Hektar) der Fischzucht Moeller und Sohn.